# Taytay (La Paragua)
Taytay es un municipio (tagalo: bayan; cebuano: lungsod; ilongo: banwa; ilocano: ili; a veces munisipyo en tagalo, cebuano e ilongo y munisipio en ilocano)  de primera categoría perteneciente a la provincia  de Palawan en Mimaropa, Región IV-B de Filipinas. 
Posee una población de 75.165 habitantes según el censo de 2015.

## Geografía
La sede del municipio de Taytay se encuentra 155 kilómetros al noreste de Puerto Princesa,  capital provincial.
Situado al norte de la isla de Paragua, su término limita al norte con el municipio de El Nido, barrios de Bebeladán, Bagong-Bayán y Otón, oficialmente Mabini; al suroeste con el municipio de San Vicente, al sur con el de Roxas; y al sureste con el de Dumaran. En la parte insular se encuentra la bahía de Malampaya y varias isla adyacentes se encuentran tanto en la costa este, mar de Joló como en la oeste, Mar del Oeste de Filipinas.

### Lagos
En el barrio de Bantulán se encuentra el lago Manguao (Lake Manguao), situado 7 km al sureste de Taytay.
Tiene una superficie estimada de 643 hectáreas, con una altitud media de unos 25 metros sobre el nivel del mar.

### Partecontinental
Al poniente de la bahía de Malampaya se encuentran los barrios de San José, de Banbanán, de Alacalián y de Minapla, este último en la costa.
A levante los de Liminangcong, de  Pancol,  de Nuevo Guinto (New Guinlo) y Viejo Guinto (Old Guinlo). Al fondo los de Bato y de Abongán.
En la costa este de isla Paragua se encuentran, de norte a sur, los siguientes barrios:  Sandoval, Silanga, Palalang (Busy Bees), Pularaquen (Canique), Pamantolón, Taytay (Población), Bantulán, Calauag (Calawag) y la península donde se encuentra el barrio de Baras (Pangpang).
Don barrios interiores, todos situados al sur del municipio, los de Catabán, al norte, y los de Paglaum, de Talog y de Libertad, al sur.

### Islas adyacentes en el mar del Oeste de Filipinas
Cierra la bahía de Malampaya (Malampaya Sound) por el norte la isla de Tulurán donde se encuentra el barrio de Tumbod. Esta isla se sitúa a poniente del barrio de Liminangcong en la parte continental de isla Paragua. Forma parte de este barrio el islote de Peaked situado a poniente.
El barrio de San José, cierra por el oeste la bahía de Malampaya donde se encuentra los islotes de Notch y de Josefa.

### Islas adyacentes en el mar de Joló
El barrio de Batas es el más septentrional y lo forman la isla del mismo nombre, cono los islotes de Malapiri y de Malapari, ambos situados al oeste, frente a la isla de Imorigue que forma parte del barrio de Nueva Ibajay (New Ibajay) en el vecino municipio de El Nido. A levante se encuentran las islas de Deribongán, de Cagdanao, de Maalakekén y el islote de Miraya.
Al este de Batas se encuentra el barrio de  Casián que ocupa la isla del mismo nombre y las siguientes, descritas de norte a sur: Pangisián, islas de Butacán, Malcorot, Calabugdong, Makeriben, Binga, Flower, Cagdanao, Maubanen, Dinet y el islote de Ginlap.
Al este de Casián se encuentra el barrio de Dibangán (Debangan), formado por la isla del mismo nombre, y las de   Dadalitén y de Suratos,  ambas situadas al sur.
La isla de Maitiaguit se encuentra al este junto al barrio de Silanga y está dividida entre los barrios de Depla, al norte y Maitiaguit(Meytegued), al sur. Forman parte del barrio de Depla los islotes de Bubolongán y de Malaconiao. Forman parte del barrio de Maitiaguit los islotes de Maitiaguit, de Apulit, de Quimbaludán,  todos al sur.
Más al sur y frente a las costas del barrio Bantulán de se encuentra el barrio de Betón, formado por la isla principal de Icadambanua y las del Elefante (Elephant Island), de Baradasen, también conocida como del Castillo (Castle Island) y de Calabalián, las tres situadas al norte cerrando por el sur la bahía de Taytay. A levante se encuentran los islote de Denanayán y  el de Malapnia.
La más meridional de la costa este es la isla de  Paly, correspondiente al barrio de Paly, situado frente a la península donde se encuentra el barrio de  Baras (Pangpang).
Al barrio de Calauag (Calawag) corresponden las islas de Pina, de Tomandang, de  Babarocón y de Babarocón. Todas situadas en la bahía de Calauag donde desembocan los río Balinato y Calabucay.

## Comunicaciones
En el barrio de Taytay (Población) se encuentra situado el aeropuerto César Lim Rodríguez (CLR), (IATA: RZP, ICAO: RPSD) coloquialmente conocido como Aeropuerto de Taytay  (Taytay Airport) antaño Sandoval Airport.

## Vicaría

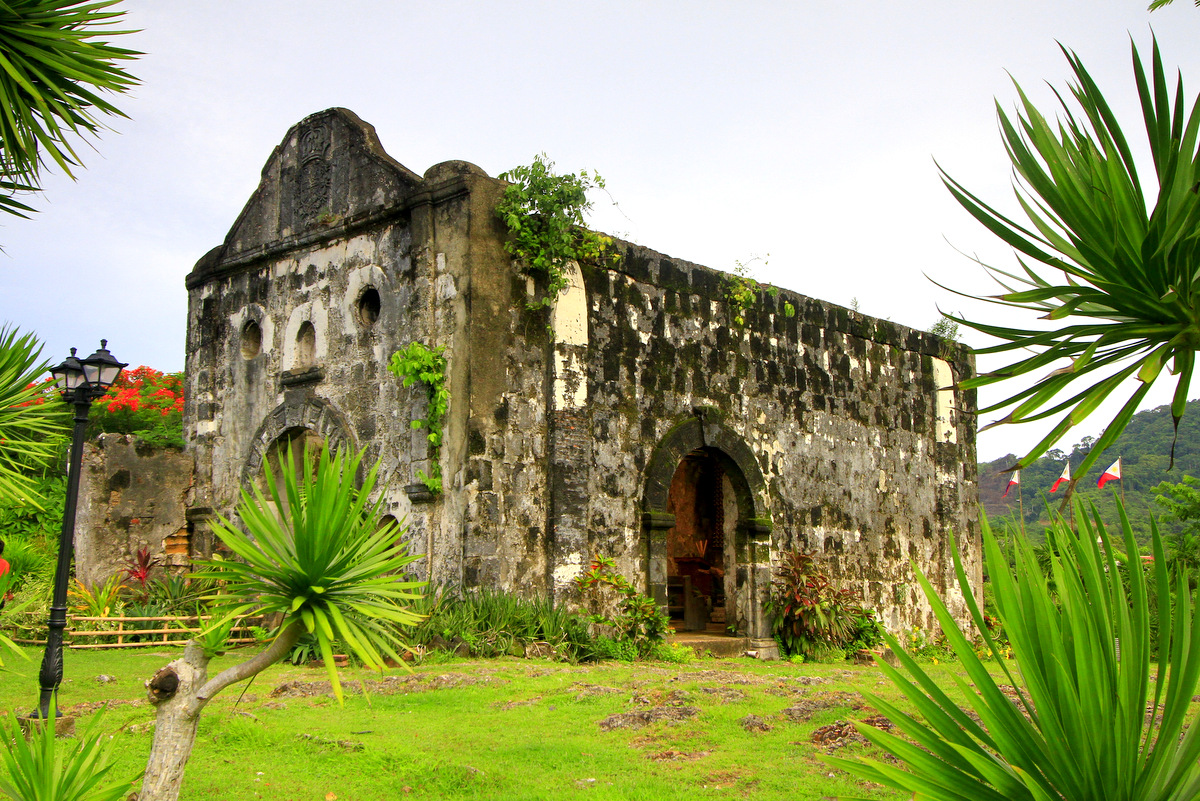
Capilla en la Fuerza de Santa Isabel.

Sede del  Vicariato apostólico de  Taytay,   jurisdicción territorial (iglesia particular) de la Iglesia católica establecida en regiones de misión que aún no se han constituido como Prelatura.
Fue erigida el 13 de mayo de 2002.
Este municipio cuenta con cinco parroquias:
- Parroquia del Santo Niño, barrio de Abongán.
- Catedral de San José Obrero, barrio de  Montevista.
- Parroquia de Santa Mónica, Población, Taytay.
- Parroquia de San Isidro Labrador (F-2009), barrio de Casián.
- Parroquia de San Miguel Arcángel, barrio de Liminangcong.

## Barangayes
El municipio de Taytay se divide, a los efectos administrativos, en 31 barangayes o barrios, conforme a la siguiente relación:
| - Abongán - Banbanán - Bantulán - Batás - Bató | - Betón - Palalang - Calauag - Casían - Cataban | - Dibangan - Depla - Liminangcong - Maitiáguit - Nuevo Guinto | - Viejo Guinto - Pamantolón - Pancol - Paly - Población | - Pularaquen - San José - Sandoval - Silanga - Alacalián | - Baras - Libertad - Minaplá - Talog - Tumbod - Paglaum |

## Historia

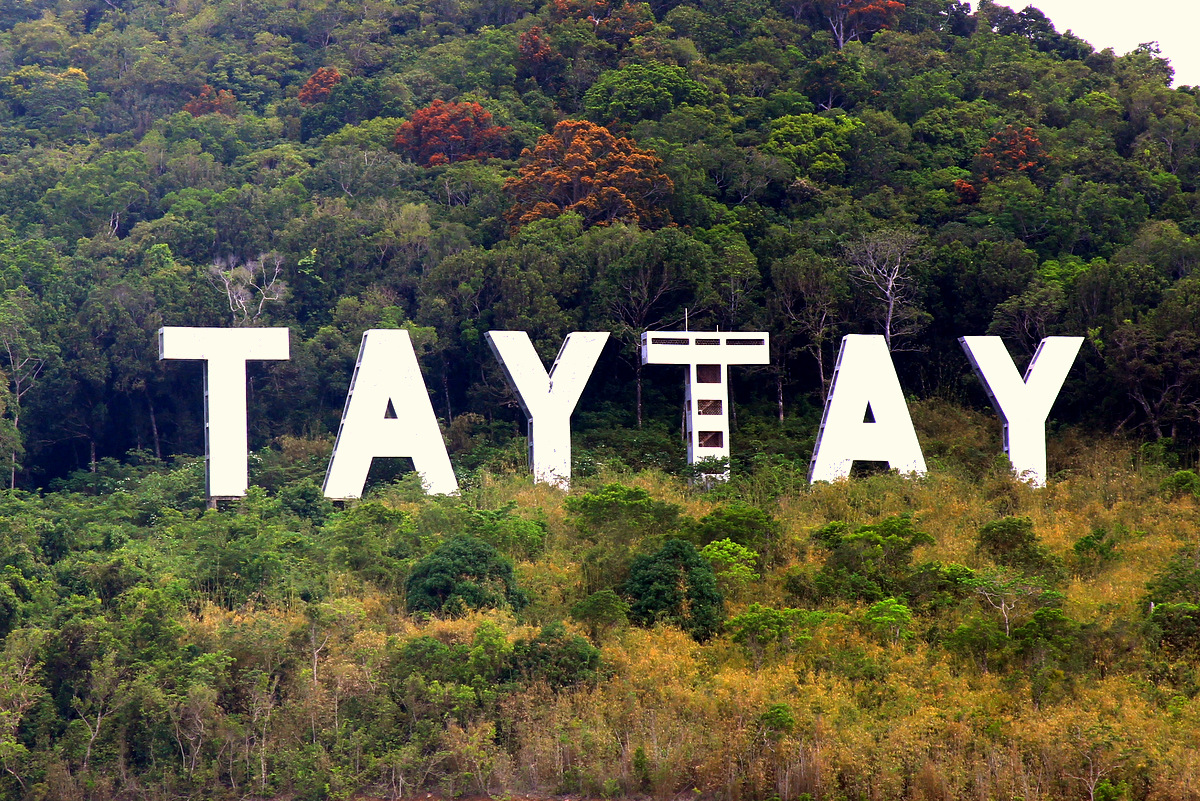

La villa de Taytay fue fundada formalmente en 1623, durante la colonización española de la región. Taytay se convirtió en la capital de la Provincia de Calamianes, que abarcaba todas las Palawan, en 1818; y la Provincia de Castilla, un área de tierra ocupando el norte de las Palawan, en 1858.

"...TAYTAY, pueblo con cura y gobernadorcillo, en la isla de Paragua, provincia de Calamianes, diócesis de Cebú; situado en los 123° 20' 30" long. 11° 11' lat. en la playa de una ensenada espaciosa al este de la isla; se entra al fondeadero por un canal estrecho y espuesto para los buques que quieran anclar en él, por los muchos bajos que le rodean; su temperatura es buena y rara vez se sienten temblores de tierra ni se oyen estragos causados por el rayo..."

"...Esto pueblo es la cabecera de la provincia, y en él está la Real Fuerza y Presidio de Santa Isabel, dotada con la tropa correspondiente, siendo su gefe el que manda la provincia, y su capellán el cura párroco regular que administra en esta población..."

"...POBLACIÓN. almas 1,579, tributos 473 ½.."
Buzeta y Bravo, Tomo II, 450-TAY-450.

En el Estado Demostrativo de la Isla y Provincia de Calamianes correspondiente al año de 1818 figuran los siguientes pueblos situados en Isla de Paragua, que hoy forman parte de este municipio:
Taytay, Silanga, Meitejet Maitiaguit (Meytegued), Pancol y Guinlo Viejo Guinto (Old Guinlo).
En 1873 la capital de Paragua se traslada de Taytay a Cuyo.
Posteriormentesu extensión se redujo en 500.000 hectáreas, tras la creación del municipio de El Nido en 1916.
Tras finalizar la Guerra Filipino-Americana, los estadounidenses establecieron el 23 de junio de 1902  un Gobierno Civil en Paragua, poniendo al frente al Mayor John Brown. 
En 1903 el nombre de la provincia fue cambiado por el de Palawan, trasladando la capital de Cuyo a Puerto Princesa.
El 7 de junio de 1955 el sitio de Nasalogán se constituye en el barrio de Nueva Agutaya.
El 21 de junio de  1957 la isla de Dibangán se constituyó en barrio.
El 16 de junio de 1956  el sitio de Bambanán se convierte en un barrio de este municipio.
El 16 de junio de 1956 el sitio del Calatán se convierte en un barrio con el nombre de Barrio Sandoval.

### Patrimonio

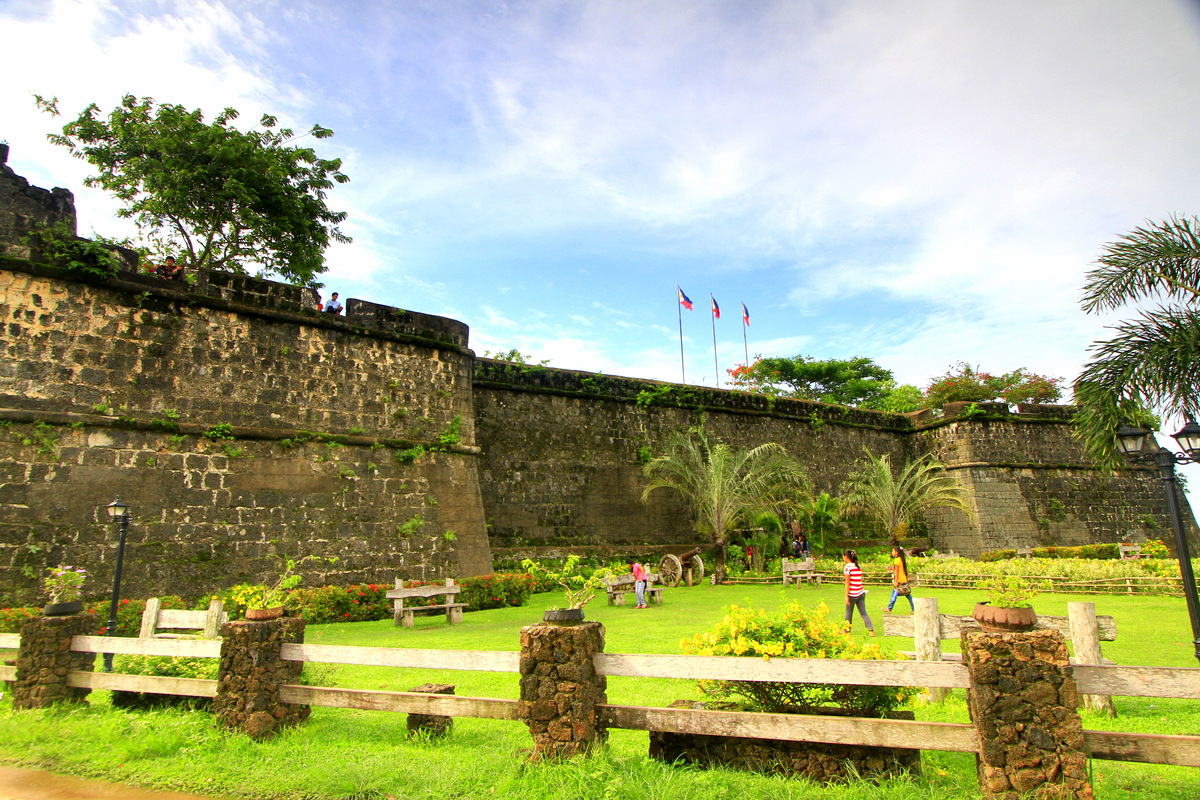
muralla, Fuerza de Santa Isabel.

El histórico fortín de Taytay, llamado la Fuerza de Santa Isabel, fue construido en 1667 bajo dirección de la Orden de Agustinos Recoletos.